# Myiornis auricularis
Myiornis auricularis е вид птица от семейство Tyrannidae.

## Разпространение
Видът е разпространен в Аржентина, Бразилия и Парагвай.